# Macromia zeylanica
Macromia zeylanica är en trollsländeart som beskrevs av Fraser 1927. Macromia zeylanica ingår i släktet Macromia och familjen skimmertrollsländor. Inga underarter finns listade i Catalogue of Life.